# 阿蒂科區

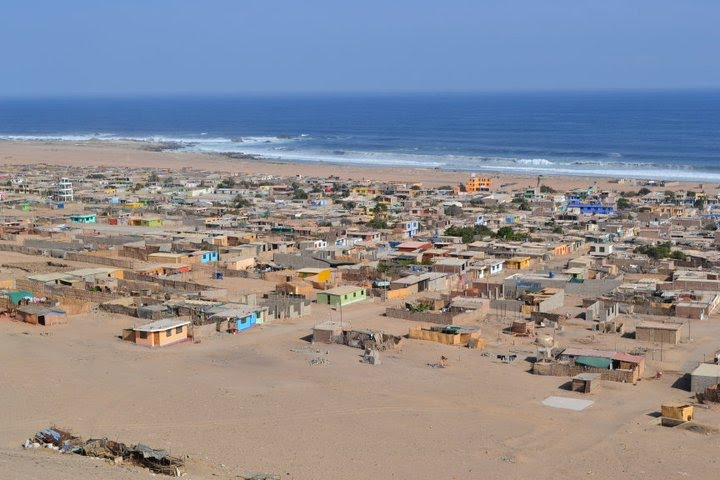

阿蒂科區（西班牙語：Distrito de Atico），是秘魯的一個區，位於該國南部阿雷基帕大區的卡拉韋利省，始建於1897年12月9日，面積3,146.65平方公里，海拔高度75米，2005年人口3,976，人口密度每平方公里1.3人。